# Màn thầu
Màn thầu hay bánh màn thầu hoặc bánh bao ngọt (chữ Hán: 饅頭, Hán Việt: Man đầu, bính âm: mántóu) là sản phẩm bánh được làm từ lúa mì lên men,có nhân ngọt hoặc không và được nấu chín bằng cách hấp. Đây là một dạng bánh đặc trưng của Trung Quốc vừa kết hợp đặc tính của bánh mì và lúa mì. Màn thầu thường được sử dụng như một món ăn thiết yếu trong khu vực phía bắc của Trung Quốc,nơi lúa mì,chứ không phải là lúa gạo ,được trồng phổ biến hơn. Màn thầu được chế biến bằng việc xay hạt lúa mì rồi nhồi lên tạo hình thành bột, thêm nước và lên men.

## Đặc điểm
Ở miền bắc của Trung Quốc, màn thầu cũng giống như gạo chúng được xem là một phần chính của bữa ăn, và nó cung cấp một lượng lớn cacbohydrat. Tuy nhiên, ở miền nam Trung Quốc, màn thầu chỉ là thức ăn đường phố hoặc là món khai vị trong các nhà hàng hơn là món ăn chính trong gia đình. Màn thầu có chiều rộng khoảng 4 cm, chiều dài 15 cm, mền, đặc ruột và có mùi vị đặc trưng.
Để thưởng thức bánh màn thầu, người ta đem chiên trong dầu nóng và ăn cùng với sữa hoặc hấp chín. Thông thường màn thầu không nhân, còn bánh bao có nhân ở trong. Tuy nhiên, ở một số vùng người ta không phân biệt như vậy mà màn thầu được dùng để chỉ chung cho cả loại có nhân hoặc không nhân.
Màn thầu khá phổ biến ở Châu Á: màn thầu là tên gọi ở Việt Nam, ở Nhật Bản nó được gọi là manjū (饅頭), ở Hàn Quốc là mandu, ở Philippin là siopao,...
Trên thị trường Trung Quốc, có công ty (Công ty Trách nhiệm hữu hạn thực phẩm Thịnh Thọ) đã sản xuất bánh màn thầu chứa chất E102, công ty này đã cố tình thêm chất Tartrazine quá mức cho phép bột làm bánh màn thầu. (Tartrazine là một chất màu acid tổng hợp, dạng bột màu vàng tan trong nước, thường được sử dụng để tạo màu thực phẩm, ngoài ra Tartrazine còn được sử dung để làm thuốc nhuộm len, lụa, mỹ phẩm, mực in) và công ty này đã bán được khoảng 270.000 bánh màn thầu nhiễm sắc tại một chuỗi các siêu thị ở Thượng Hải

## Truyền thuyết
Màn thầu có truyền thuyết xuất xứ từ thời Tam Quốc, lấy bối cảnh sau khi Gia Cát Lượng chinh phục miền đất phía nam Trung Hoa (tức vùng Nam Trung; bây giờ là vùng Vân Nam và bắc Myanmar). 
Trên đường quay về, Gia Cát và đội quân của ông đã không thể vượt qua một con sông lớn, nước chảy xiết. Ông được Mạnh Hoạch chỉ dẫn phải chặt đầu 50 nam giới và ném xuống lòng sông nhằm làm dịu con sông hung dữ.
Nhưng ông không muốn phải đổ bất kì giọt máu nào nữa. Sau nhiều ngày suy nghĩ, Gia Cát quyết định giết tất cả bò và ngựa đem theo, nhồi thịt của chúng vào những chiếc bánh nhỏ có hình dạng giống đầu người và ném bánh xuống sông. 
Ông đã vượt qua được con sông và quay trở về vương quốc của mình. Ông gọi những chiếc bánh đó là "bánh đầu người" (Man đầu), đến ngày nay bánh có tên là màn thầu.